# Camill Schaible
Camill Carl Ludwig Joseph Schaible, auch Kamill oder Camille (* 27. Mai 1837 in Renchen; † 15. Mai 1906 in Freiburg im Breisgau) war ein deutscher Oberst und Militärschriftsteller. Er ist im Kürschners Deutscher Literatur-Kalender eingetragen.

## Leben

### Herkunft und Familie
Er heiratete Anna, geb. Ecker (* 2. März 1843 in Heidelberg; † 13. April 1924 in Freiburg im Breisgau), die einzige überlebende Tochter des Professors Alexander Ecker (* 10. Juli 1816 in Freiburg im Breisgau; † 20. Mai 1887 ebenda) und bekam mit ihr einen Sohn, nämlich den späteren badischen Beamten Alexander Schaible (* 16. Februar 1870 in Freiburg im Breisgau; † 4. Oktober 1933 in Ruvigliana bei Lugano).

### Karriere
Bis mindestens 1857 diente Schaible als Portepeefähnrich im 1. Badischen Leib-Grenadier-Regiment Nr. 109, wonach er zum Unterleutnant befördert wurde. Schaible diente später im 3. Badischen Infanterie-Regiment und wurde am 24. Oktober 1864 mit einem Patent zum Oberleutnant ernannt. Am 19. September 1868 wurde er in das 5. Badische Infanterie-Regiment versetzt. Bis 1871 wurde er zum Hauptmann befördert. 1870/71 diente er im Deutsch-Französischen Krieg, wonach ihm nach erfolgreichen Verdiensten das Eiserne Kreuz II. Klasse und das Ritterkreuz I. Klasse mit Schwertern des Orden vom Zähringer Löwen verliehen wurden. In den folgenden Jahren wirkte Schaible als Inspektionsoffizier und Lehrer an der Kriegsschule Engers, bis er am 16. August 1876 seiner Position entbunden wurde. Am 5. Februar 1878 wurde er zum Major befördert und am 14. Februar 1880 in das Infanterie-Regiment Nr. 77 versetzt. Ab 1882 wirkte Schaible als Direktor der Kriegsschule Erfurt und nachdem die Kriegsschule Erfurt am 1. Oktober 1885 nach Glogau verlegt wurde als Direktor der Kriegsschule Glogau. Bis 1885 erreichte er den Rang eines Oberstleutnants. Als Direktor der Kriegsschule wirkte er bis zum 4. Februar 1888, bevor er ab dem 22. März 1888 zur Dienstleistung als Kommandeur des 1. Unter-Elsässischen Infanterie-Regiment Nr. 132 beauftragt wurde.
Am 20. September 1889 schied er in dieser Position als Oberst mit Erlaubnis zum Tragen der Uniform aus der deutschen Armee aus und lebte fortan bis zu seinem Tode in Freiburg im Breisgau. Im Ruhestand betätigte sich Schaible als Militärschriftsteller. Besonders sein Buch Standes- und Berufspflichten des deutschen Offiziers erreichte zahlreiche Auflagen und wurde vielfach zitiert.

## Werke
- Standes- und Berufspflichten des deutschen Offiziers. 1896, R. Eisenschmidt
- Bleibende Werte, eine Citaten-Sammlung den Gebildeten, insonderheit dem deutschen Offizier gewidmet. 1898, R. Eisenschmidt
- Geistige Waffen: ein Aphorismen-Lexikon. 1901, Waetzel